# Louis-Napoléon Casault
Pour les articles homonymes, voir Casault.
Louis-Napoléon Casault (né le 10 juillet 1823 à Saint-Thomas-de-Montmagny, mort le 18 mai 1908 à Québec) est un avocat, professeur, homme politique et juge québécois.

## Biographie
Né à Saint-Thomas-de-Montmagny, dans le Bas-Canada, Louis-Napoléon Casault étudie au Petit Séminaire de Québec. Il est admis au Barreau en 1847 et pratique le droit à Québec.
En 1854, il est élu député de la circonscription de Montmagny à l'Assemblée législative du Canada-Uni, où il est de tendance modérée, puis bleu. Il ne se représente pas à l'élection de 1858.
De 1858 à 1891, il enseigne le droit commercial et maritime à l'Université Laval. Il y obtient aussi une licence en droit en 1865.
Il devint député du Parti conservateur dans la circonscription de Bellechasse lors des élections de 1867. Il quitte son poste en 1870 pour devenir juge à la Cour supérieure du Québec dans le district de Kamouraska et, en 1873, dans le district de Québec. Il fut juge en chef du Québec du 3 octobre jusqu'à sa retraite le 29 septembre. Il est mort à Québec en 1908 à l'âge de 84 ans.

### Titres honorifiques
- Conseiller de la reine en 1867
- Doctorat honorifique du collège Bishop's de Lennoxville en 1895
- Fait chevalier en 1894